# Trichosalpinx wilhelmii
Trichosalpinx wilhelmii là một loài thực vật có hoa trong họ Lan. Loài này được Luer miêu tả khoa học đầu tiên năm 1997.